# Andres Oper
Andres Oper (ur. 7 listopada 1977 w Tallinnie) – estoński piłkarz występujący na pozycji napastnika, a także trener. Reprezentant Estonii, najlepszy strzelec w historii reprezentacji Estonii – w 135 meczach zdobył 38 bramek.